# Aleksandra Kowalska
Aleksandra Kowalska (født 4. september 1999 i Dębska Kuźnia) er en cykelrytter fra Polen, der i 2020 kørte for Lviv Cycling Team.
Fra 2018 til februar 2023 studerede hun på VIA University College og Erhvervsakademi Aarhus. I begyndelsen af 2023 flyttede hun til Warszawa, da hendes kæreste, cykelrytter Jeppe Aaskov Pallesen, havde skrevet kontrakt med et polsk hold.